# Coppa GBA
La Coppa GBA (nome ufficiale inglese: GBA Cup Chinese Weiqi Master Championship) è una competizione di Go cinese.
La competizione è organizzata dall'Associazione cinese di go e dal Governo del Popolo di Shenzhen Bao'an, col sostegno dell'Ufficio culturale di Shenzen.
La prima edizione ha visto 32 goisti impegnati in un torneo a eliminazione diretta. A partire dalla seconda edizione, il torneo a eliminazione diretta serve a selezionare tra i 32 partecipanti lo sfidante, che affronta il detentore del titolo in una finale al meglio dei tre incontri. La terza edizione ha mantenuto il formato con il torneo per lo sfidante, ma la finale è su incontro singolo. Dalla quarta edizione è diventato un torneo a eliminazione diretta con finale su incontro singolo.

## Albo d'oro
| Edizione | Anno | Vincitore   | Risultato | Finalista   |
| -------- | ---- | ----------- | --------- | ----------- |
| 1        | 2021 | Ding Hao    | 1-0       | Gu Zihao    |
| 2        | 2022 | Ding Hao    | 2-0       | Mi Yuting   |
| 3        | 2023 | Yang Kaiwen | 1-0       | Ding Hao    |
| 4        | 2024 | Li Xuanhao  | 1-0       | Yang Kaiwen |